# بيل جونستون
بيل جونستون (26 فبراير 1922 في أستراليا - 25 مايو 2007 في أستراليا) (بالإنجليزية: Bill Johnston)‏ هو لاعب كريكت أسترالي. لعب مع فريق فكتوريا للكريكت.

## وصلات خارجية
- بيل جونستون على موقع إي آس بي آن كريك إنفو (الإنجليزية)